# 1980 Tezcatlipoca
1980 Tezcatlipoca eller 1950 LA är en asteroid upptäckt 19 juni 1950 av den amerikanske astronomen A. G. Wilson och den svenske astronomen Åke Wallenquist vid Palomarobservatoriet. Den har fått sitt namn efter Tezcatlipoca i toltekindianernas mytologi.
Den tillhör asteroidgruppen Amor.
Asteroiden har sin omloppsbana från strax utanför Jordens ut mot asteroidbältet. Men då banan lutar cirka 27° kommer aldrig asteroiden särskilt nära jorden. Det närmaste är 36,7 miljoner kilometer (~0,25 AU).